# Кабель, Эйтан
Э́йтан Ка́бель (ивр. איתן כבל‎; род. 23 августа 1959 года, Рош-ха-Аин, Израиль) — израильский политик. Депутат кнессета (с 14 созыва) от партии «Авода».

## Биография
Эйтан Кабель родился 23 августа 1959 года в городе Рош-ха-Аин, Израиль. Служил в Армии обороны Израиля. Учился на бакалавра в Иерусалимском университете, но обучение не окончил. Был заместителем председателя, а затем и председателем объединения студентов в Еврейском университете. Работал помощником Авраама Кац-Оза, Шимона Переса и Биньямина Бен-Элиэзера.
В 1996 году Кабель впервые был избран в кнессет 14-го созыва работал в комиссии по вопросам государственного контроля. В 2001 году был переизбран, вошёл в состав комиссии по обращениям граждан, финансовой комиссии и экономической комиссии. Также входил в ряд подкомиссий, был председателем подкомиссии по вопросам рынка капитала.
В 2003 году снова был выбран в кнессет, работал в комиссии по обращениям граждан, комиссии по образованию, культуре и спорту, законодательной комиссии, комиссии Кнессета и комиссии по вопросам государственного контроля. Был председателем комиссии по экономике.
В 2006 году был выбран в кнессет 17-го созыва, работал в комиссии кнессета и комиссии по иностранным делам и безопасности. В правительстве Эхуда Ольмерта занял пост министра без портфеля, занимал его до 4 мая 2007 года, когда подал в отставку, не желая оставаться в одном правительстве с Эхудом Ольмертом, на которого комиссия Винограда возложила личную ответственность за провалы израильской армии во Второй Ливанской войне.
В кнессете 18-го созыва вошёл в состав комиссии кнессета по иностранным делам и безопасности, комиссии по внутренним делам и защите окружающей среды, законодательной комиссии и комиссии по науке и технологии.